# Mims (Floride)
Pour les articles homonymes, voir Mims (homonymie).
Mims est une census-designated place du comté de Brevard, dans l'État de Floride, aux États-Unis,. En 2020, elle compte une population de 7 336 habitants.